# Eberstalzell
Eberstalzell  ist eine Gemeinde in Oberösterreich im Bezirk Wels-Land mit 2909 Einwohnern (Stand 1. Jänner 2024).

## Geografie
Das Gemeindegebiet liegt auf einer Höhe von 400 m und gehört geographisch zum Traunviertel. Die Entwässerung erfolgt durch den Fischlhamer Bach und den Katzenbach, die gemeinsam in die Traun münden.
Die Ausdehnung beträgt von Nord nach Süd 7,2 und von West nach Ost 6,3 Kilometer. Die Fläche umfasst 27,57 Quadratkilometer. Davon sind über achtzig Prozent landwirtschaftliche Nutzfläche, neun Prozent sind bewaldet.

### Gemeindegliederung
Das Gemeindegebiet umfasst folgende sieben Ortschaften (in Klammern Einwohnerzahl Stand 1. Jänner 2024):
- Eberstalzell (1283)
- Hallwang (129) samt Radt und Schöngrub
- Ittensam (168)
- Littring (129)
- Mayersdorf (180)
- Spieldorf (207)
- Wipfing (813)

Die Gemeinde besteht aus den Katastralgemeinden Eberstalzell, Mayrsdorf und Wipfing.
Die Gemeinde gehörte bis 2012 zum Gerichtsbezirk Lambach und gehört seit dem 1. Jänner 2013 Teil zum Gerichtsbezirk Wels.

### Nachbargemeinden
| Steinerkirchen |                                             | Sattledt           |
|                | Kompassrose, die auf Nachbargemeinden zeigt |                    |
| Vorchdorf      | Pettenbach                                  | Ried im Traunkreis |

## Geschichte
Dass Eberstalzell schon zur Römerzeit bewohnt war, zeigt der Fund von römischen Mosaiken bei Albersdorf. Ebenfalls bei Albersdorf stieß man auf einen steinernen Opferstein aus der Zeit vor 777, der jetzt in der Maria-Hilf-Kapelle ausgestellt ist. Eberstalzell wird im Jahre 777 in der Gründungsurkunde des Stifts Kremsmünster erstmals urkundlich erwähnt (als „Eporestal“):
Überdies schenken wir ihnen einen Bezirk im Orte Eporestal, welcher von Saluso, Wenilo und Garweth abgegrenzt und mit Marken versehen wurde, wo sie von dem alldortigen Walde bei dem besagten Eporestal ohne jede Hindernisses Unurbares und Urbares umschaffen können, wie immer sie wollen.
Ursprünglich im Ostteil des Herzogtums Bayern liegend, gehörte der Ort seit dem 12. Jahrhundert zum Herzogtum Österreich. Seit 1490 wird er dem Fürstentum Österreich ob der Enns zugerechnet.
Während der Napoleonischen Kriege war der Ort mehrfach besetzt.
Seit 1918 gehört der Ort zum Bundesland Oberösterreich. Nach dem Anschluss Österreichs an das Deutsche Reich am 13. März 1938 gehörte der Ort zum Gau Oberdonau. Nach 1945 erfolgte die Wiederherstellung Oberösterreichs.

## Kultur und Sehenswürdigkeiten

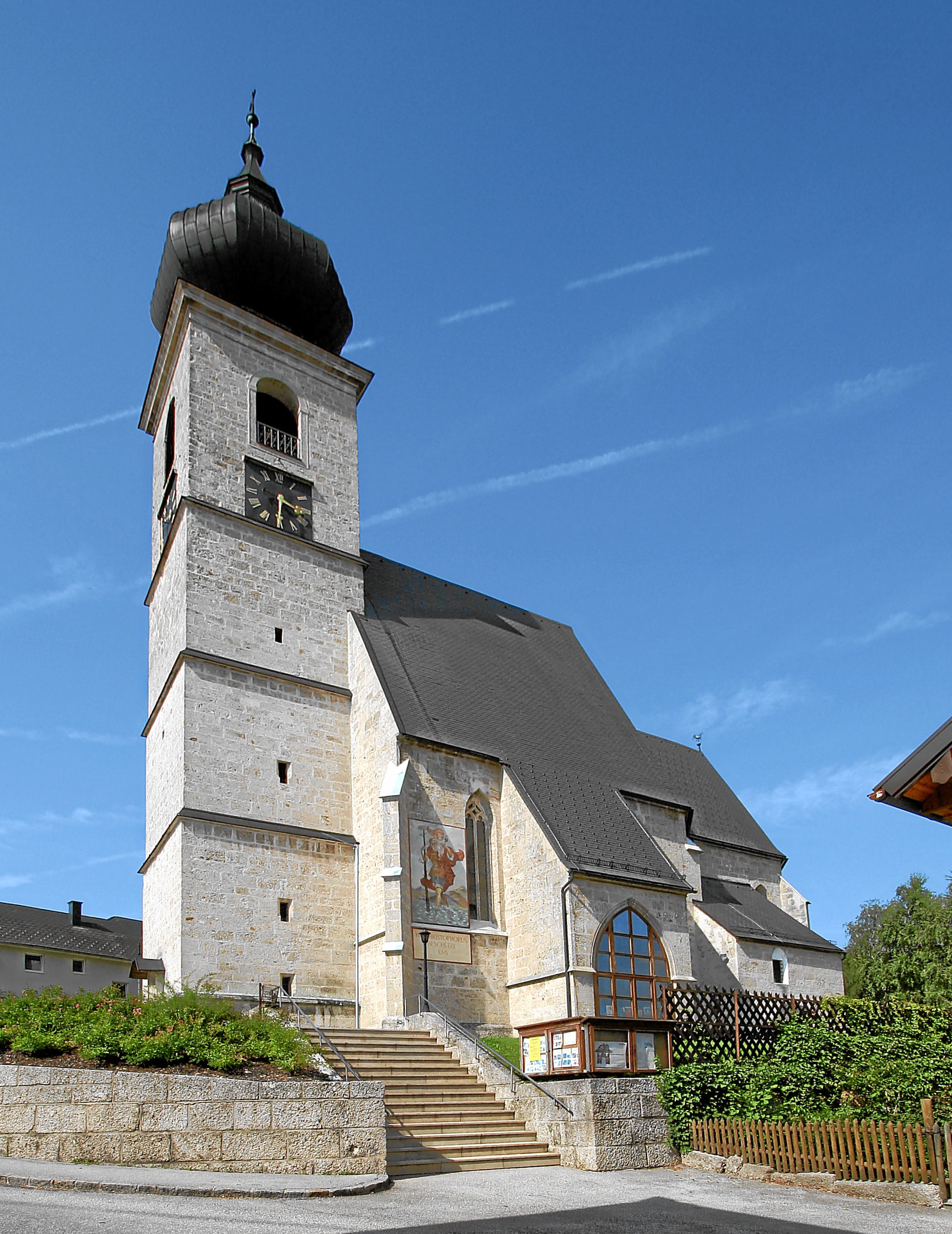
Pfarrkirche Eberstalzell

- Katholische Pfarrkirche Eberstalzell hl. Ulrich: 1490 im gotischen Stil erbaut; während der großen Kirchenrenovierung 1866–1882, Entdeckung spätgotischer Fresken im Kreuzrippengewölbe über dem Hochaltar (1881); neugotische Kirchenausstattung.

## Wirtschaft und Infrastruktur
- Auf dem Gemeindegebiet von Eberstalzell wird von der Rohöl-Aufsuchung AG (RAG) Erdöl gefördert.
- Die Energie AG hat in Eberstalzell direkt an der Westautobahn das größte Photovoltaikkraftwerk Österreichs errichtet.[4] Neben dem größten Photovoltaikkraftwerk startet die Energie AG das Smart Grid Projekt (intelligentes Stromnetz).

## Politik
Der Gemeinderat hat 25 Mitglieder.

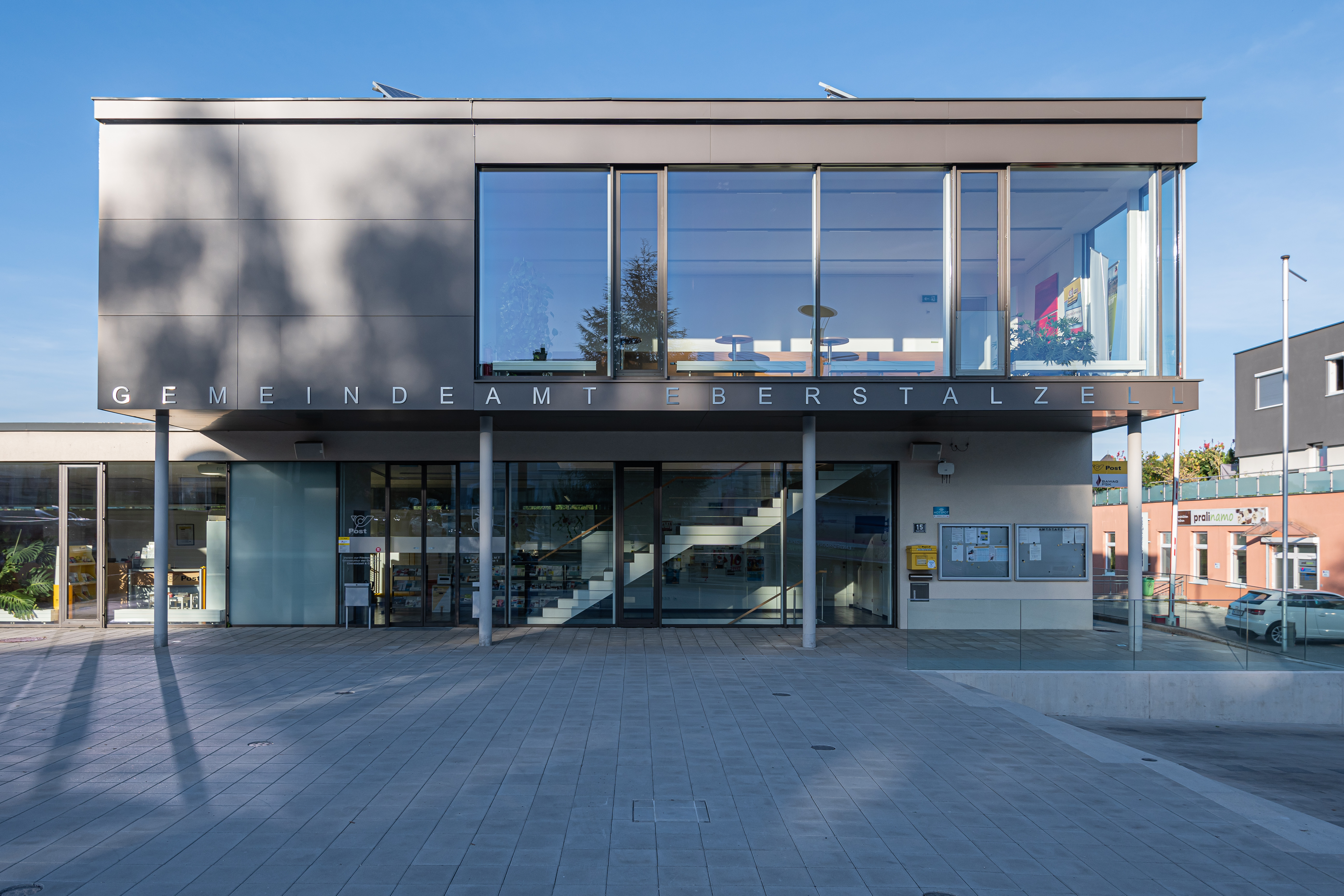
Gemeindeamt

- Mit den Gemeinderats- und Bürgermeisterwahlen in Oberösterreich 2003 hatte der Gemeinderat folgende Verteilung: 17 ÖVP, 4 SPÖ und 4 FPÖ.
- Mit den Gemeinderats- und Bürgermeisterwahlen in Oberösterreich 2009 hatte der Gemeinderat folgende Verteilung: 16 ÖVP, 6 FPÖ und 3 SPÖ.
- Mit den Gemeinderats- und Bürgermeisterwahlen in Oberösterreich 2015 hatte der Gemeinderat folgende Verteilung: 14 ÖVP, 8 FPÖ und 3 SPÖ.
- Mit den Gemeinderats- und Bürgermeisterwahlen in Oberösterreich 2021 hat der Gemeinderat folgende Verteilung: 14 ÖVP, 8 FPÖ und 3 SPÖ.[5][6]

### Bürgermeister
Bürgermeister seit 1850 waren:
- 1850–1858 Peter Dickinger
- 1858–1861 Franz Kastner
- 1861–1864 Josef Haslinger
- 1864–1882 Franz Rührlinger
- 1882–1885 Georg Rührlinger
- 1885–1888 Franz Rührlinger
- 1888–1903 Michael Eckmair
- 1903–1906 Josef Voglhuber
- 1906–1909 Johann Karlsberger
- 1909–1912 Franz Eckmayr
- 1912–1919 Johann Hörtenhuber
- 1919–1942 Johann Neuböck
- 1942–1945 Franz Krumphuber
- 1945–1949 Johann Neuböck
- 1949–1967 Franz Grünauer
- 1967–1990 Johann Syböck
- 1990–1991 Franz Pernegger
- 1991–2002 Franz Krumphuber
- 2002–2020 Franz Gimplinger (ÖVP)[8]
- seit 2020 Günther See (ÖVP)[8]

### Wappen

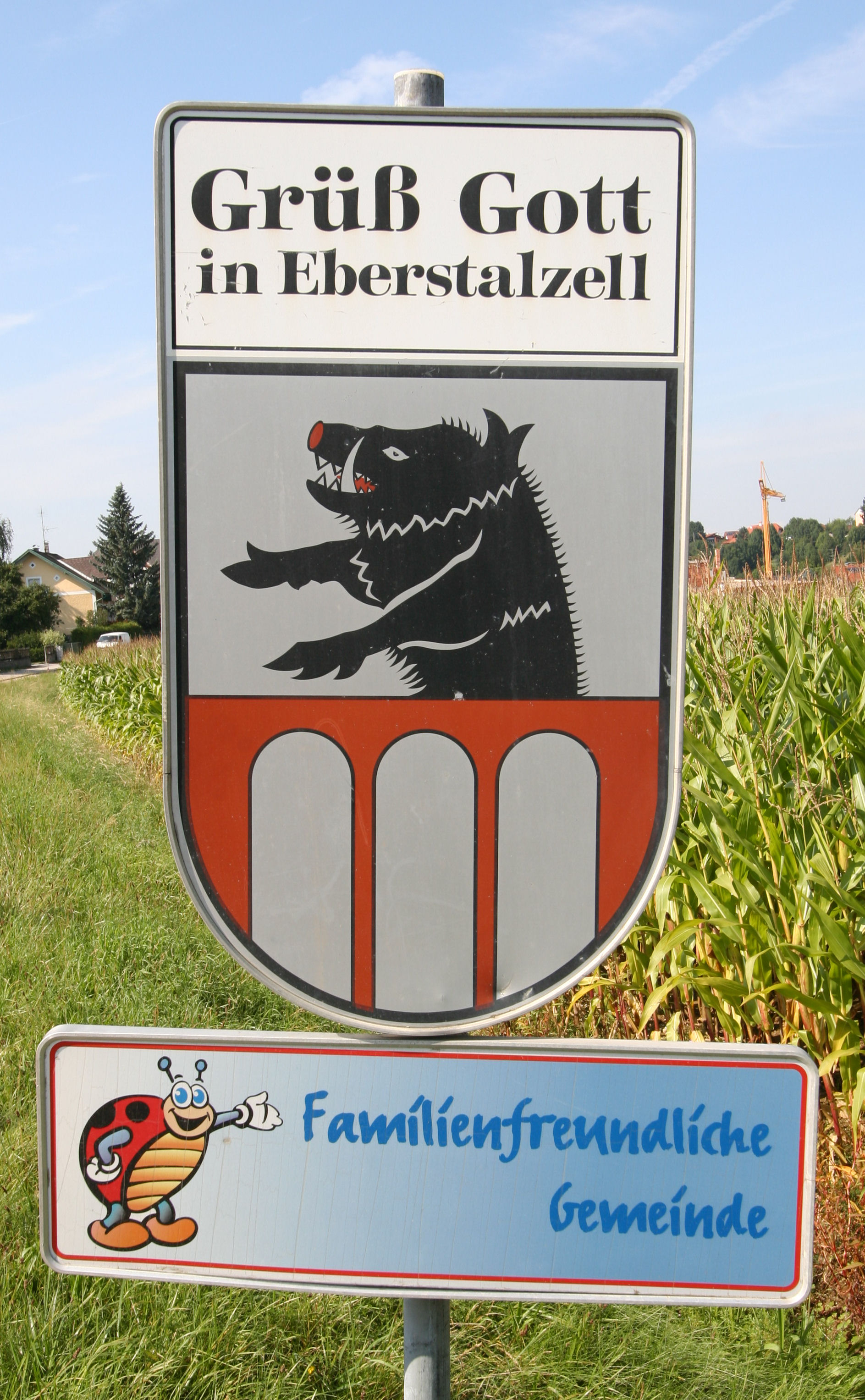
Begrüßung am Ortseingang

Offizielle Beschreibung des Gemeindewappens: In Silber auf einer roten, durchgehenden Brücke mit drei bogenförmigen Durchlässen ein schwarzer, wachsender Eber.
 Die Gemeindefarben sind Rot-Weiß-Schwarz.
Der Eber ist das redende Sinnbild für den Gemeindenamen und zugleich als Wappentier Kremsmünsters ein spezieller Hinweis auf die enge geschichtliche Verbindung des Klosters mit der als frühe Missionsstation (Mönchszelle) gegründeten Pfarre. Die Brücke steht für die auf dem Gemeindegebiet liegende in Naturstein gemauerte Autobahnbrücke der Westautobahn (A1).
Die Verleihung des Wappens erfolgte am 2. Mai 1977. Gleichzeitig wurde der Ortsname von Eberstallzell auf Eberstalzell geändert.

## Persönlichkeiten

### Ehrenbürger der Gemeinde
- 1881: P. Wolfgang Dannerbauer, Benediktiner vom Stift Kremsmünster[9]
- 1901: P. Josef Hanimair, Pfarrer in Hohenzell[10]
- 1925: Josef Stöttinger, Gemeindesekretär[11]
- 2021: Franz Gimplinger, Bürgermeister von Eberstalzell 2002–2020[12]

### Söhne und Töchter der Gemeinde
- Reinhard Ammer (* 1976), Politiker
- Reinhard Kaiser-Mühlecker (* 1982), Schriftsteller
- Simon Heilig-Hofbauer (* 1987), Politiker

### Personen mit Bezug zur Gemeinde
- Gunther Philipp (1918–2003), Arzt und Schauspieler, betrieb eine Arztpraxis im Ort
- Andreas Geroldinger (* 1980), Jurist und Hochschulprofessor